# Laure-Minervois
Laure-Minervois es una localidad y comuna francesa, situada en el departamento del Aude y la región de Languedoc-Roussillon.
A sus habitantes se les denomina con el gentilicio de Lauranais.

## Demografía
| 1176 | 1156 | 1062 | 1126 | 1159 | 1096 |
| Para los censos de 1962 a 1999 la población legal corresponde a la población sin duplicidades (Fuente: INSEE [Consultar]) |      |      |      |      |      |